# کلاغ تورسی
کلاغ تورسی(نام علمی: Corvus orru) نام یک گونه از سرده کلاغ است.